# Far Cry 3
Far Cry 3 est un jeu vidéo de tir en vue à la première personne se déroulant dans un monde ouvert développé par Ubisoft Montréal en collaboration avec les studios Massive, Red Storm, Reflections et Shanghai. Il est édité par Ubisoft et sorti sur PlayStation 3, Xbox 360 et Windows fin 2012. Une version Classic sera disponible sur PlayStation 4 et Xbox One le 26 juin 2018, mais les joueurs possédant le season pass de Far Cry 5 l'obtiennent quelques semaines plus tôt, soit le 29 mai 2018.
Le titre a été officiellement présenté lors de l'E3 2011.

## Trame

### Synopsis
L'histoire de Far Cry 3 se déroule sur l'archipel de Rook Island, en apparence paradisiaque, situé dans l'océan Pacifique.
La population locale, les Rakyats, est dominée et terrorisée par un groupe de pirates mené par Vaas Montenegro, un Rakyat renégat s'étant laissé corrompre par l'argent et la drogue. Ces pirates profitent de la venue de touristes pour les prendre en otage et obtenir une rançon, ou bien même s'adonnent à du trafic d'êtres humains et du trafic de drogue. Dans cette atmosphère inquiétante et dangereuse, un groupe de touristes californiens se rend sur l'île pour un saut en parachute, ignorant tout de la dangerosité des lieux. Ils sont alors capturés par Vaas et ses hommes qui espèrent pouvoir les échanger contre une belle somme d'argent.
Dans ce groupe de personnes se trouvent Jason Brody (le héros du jeu), ses deux frères Grant et Riley (Grant étant l'ainé et Riley le cadet de la fratrie), Lisa (la petite-amie de Jason), Daisy (la petite-amie de Grant), ainsi que Keith et Oliver (deux amis du groupe). Jason est enfermé dans la même cage que son grand frère Grant qui, grâce à son expérience militaire, parvient à les faire évader. Cependant, Vaas abat Grant, et, pour s'amuser, laisse Jason s'enfuir du camp de détention et s'enfoncer dans la jungle. Dès lors, ce-dernier va être petit à petit poussé dans ses derniers retranchements à la fois physiquement et mentalement...

## Environnement
Far Cry 3 se déroule sur l'archipel des îles Rook, situé dans l'océan Pacifique. Son cadre idyllique avec ses plages de sable fin, son eau turquoise et sa forêt tropicale offrent un panorama de carte postale.

Néanmoins, sous son cadre paradisiaque se cache une réalité plus sombre, comme en témoignent les temples Rakyat et Chinois, les monuments historiques, les bunkers et laboratoires japonais datant de la Seconde Guerre mondiale qui témoignent du passé de l’île, les camps de pirates et trafiquants en tout genre qui sèment la terreur.

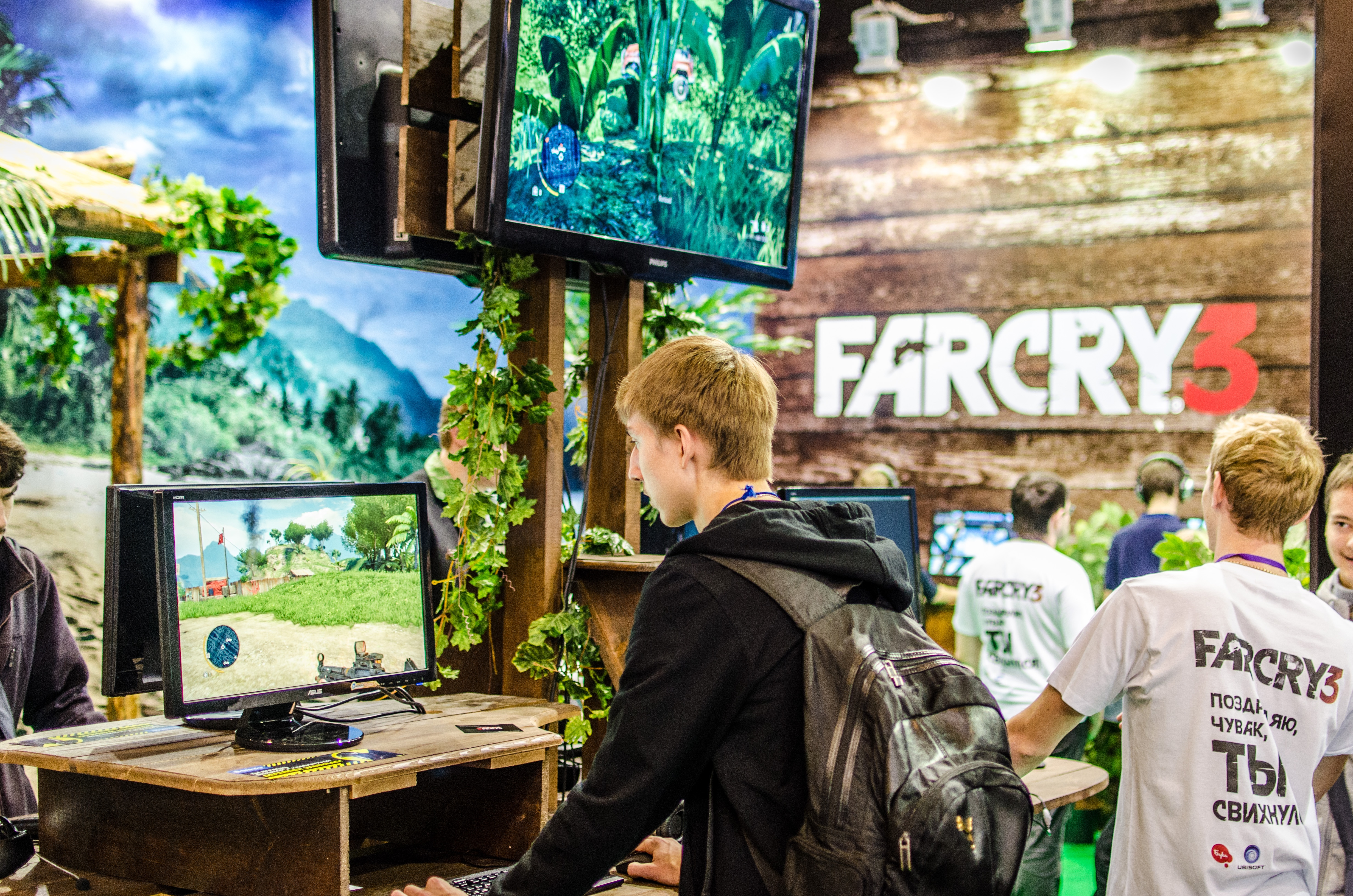
Stand Far Cry 3 au salon IgroMir 2012 à Moscou.

Les missions téléchargeables ajoutent un peu plus de diversité : par exemple la mission nommée le laboratoire d'Abstergo ajoute une installation délabrée ayant appartenu à la multinationale Abstergo mais dont les circuits électriques peuvent être réparés (en référence à la société éponyme du jeu vidéo Assassin's Creed).
Les deux îles présentes dans la campagne solo offrent une superficie similaire aux deux régions présentes dans Far Cry 2. À noter que comme dans les précédents opus, en plus du cycle jour/nuit, la météo est variable.
L’île du Nord constitue le territoire des pirates, contesté et revendiqué par les Rakyats, le peuple autochtone tandis que l’île du Sud, plus petite, est le territoire des mercenaires, une faction alliée avec les pirates et dirigée par Hoyt Volker, un trafiquant de drogue et d'esclaves responsable de la dégénérescence de l'archipel et de tous les trafics qui s'y déroulent.

## Système de jeu

### Campagne
Le jeu introduit quelques nouveautés dans le gameplay de la série. Comme dans Killzone 2, le personnage peut se mettre à couvert derrière les éléments du décor pour se protéger ou encore jeter un coup d'œil avant de faire feu. Il est possible de lancer un couteau sur un ennemi ou encore d’utiliser des tyroliennes. Ces capacités sont présentes autant dans la campagne solo que dans le multijoueur. La campagne solo du jeu offre la possibilité de cueillir des plantes et de chasser des animaux sauvages (du tigre au crocodile en passant par le varan) afin de confectionner des objets permettant au joueur de faciliter sa progression. Il est aussi possible de détourner l'attention de l'ennemi en jetant des cailloux. Le joueur a parfois à réaliser des QTE afin de se sortir de certaines situations. C'est d'ailleurs le premier opus qui présente des animations de soins ou d'attaques à esquiver.
Ubisoft a également corrigé voire supprimé certains détails apparus dans Far Cry 2 ayant déplu à la communauté ; il n'y a plus de réapparition systématique des ennemis dans les postes de gardes précédemment « nettoyés » par le joueur, et la malaria ainsi que la dégradation des armes ne font plus leur apparition.
L'évolution de l'équipement se base sur la confection d'objets avec les peaux d'animaux récupérées en chassant.
Il y a aussi la possibilité de confectionner des médicaments avec les plantes cueillies, afin de se soigner plus efficacement ou d'améliorer temporairement ses capacités.
Des quêtes annexes sont disponibles un peu partout, surtout dans les avant-postes libérés, qui peuvent requérir d'éliminer un ennemi ou un animal particulier.

### Mode coopération
Quatre joueurs peuvent chacun incarner un naufragé parmi les quatre présentés, Gallum, un écossais, Tisha, une ex-soldat, Mikhail, un tueur à gages, et Léonard, un ancien policier, voulant se venger de leur capitaine les ayant vendus comme esclaves aux pirates. L'histoire de ce mode se déroule quelques semaines avant l'arrivée de Jason sur l’île.

## Personnages

### Groupe de Jason
- Jason Brody : protagoniste incarné par le joueur, enlevé par des pirates, il est contraint d'apprendre à se battre non seulement pour survivre mais aussi et surtout pour retrouver ses amis.
- Grant Brody : frère ainé de Jason et Riley.
- Riley Brody : frère cadet de Grant et Jason.
- Liza Snow : petite-amie de Jason.
- Daisy Lee : petite-amie de Grant.
- Oliver Carswell : un ami du groupe.
- Keith Ramsey : un ami du groupe.

### Résidents des îles Rook
- Dennis Rogers : habitant d'un village de l'île, il sauve Jason après son évasion et devient son mentor.
- Citra Talugmai : une Rakyat considérée comme une déesse de la guerre par son peuple, elle combat les pirates de Vaas.
- Dr. Alec Earnhardt : médecin vivant sur l'archipel depuis plusieurs années, il aide Jason à retrouver et à cacher certains de ses amis.
- Willis Huntley : agent de la CIA en mission sur l'île, il aide Jason à retrouver certains de ses amis en échange de renseignements sur Hoyt Volker.
- Sam Becker : mercenaire américain d'origine allemande, infiltré parmi les hommes de Hoyt.

### Antagonistes
- Vaas Montenegro : leader des pirates occupant la partie nord de l'archipel, il travaille sous les ordres de Hoyt Volker.
- Bambi « Buck » Hughes : ancien soldat australien reconverti en tueur à gages travaillant pour Hoyt.
- Hoyt Volker : puissant seigneur du crime contrôlant toutes les activités illégales de l'archipel, notamment le trafic de drogue, d'armes et d'êtres humains. Il dirige les équipes de mercenaires contrôlant la partie sud de l'archipel.

## Factions

### Rakyats

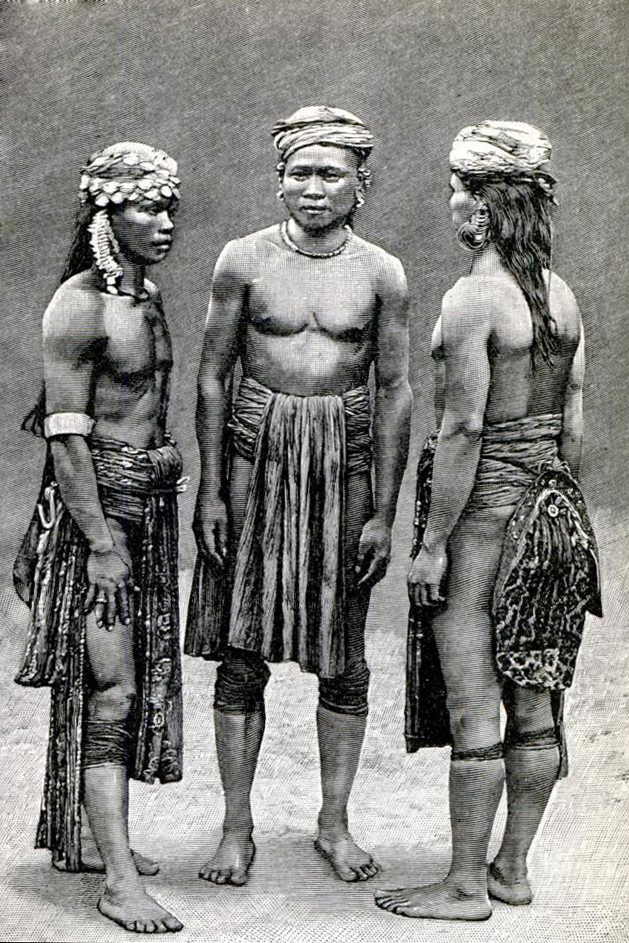
Hommes Dayak de Bornéo, dont les Rakyats sont inspirés.

Peuple autochtone des îles Rook, ils vivent sous le joug de la domination des pirates de Vaas (au nord) et des mercenaires de Hoyt (au sud). Leur faction rebelle, dirigée par Citra, a pour objectif de libérer l'archipel des pirates et des mercenaires. Entraîné par Dennis, Jason devient l'un de leurs membres et combat à leurs côtés en échange de quoi Dennis lui fournit des informations lui permettant de retrouver ses amis. Le peuple Rakyat est inspiré de celui des Dayak (ou Daya), un peuple autochtone vivant sur les îles de Bornéo et de Sumatra, partagées entre l'Indonésie et la Malaisie. Le mot « Rakyat » est d'ailleurs un terme indonésien servant à désigner un groupe de personnes.

### Pirates de Vaas
Reconnaissables à leurs vêtements rouges, ils dirigent la partie nord de l'archipel sous les ordres de Vaas Montenegro. Il s'agit de la première faction contre laquelle Jason est amené à combattre.

### Mercenaires de Hoyt
Cette organisation paramilitaire aux ordres de Hoyt Volker est mieux armée, mieux équipée et par conséquent plus difficile à combattre que les pirates de Vaas. Ils contrôlent la partie sud de l'archipel.

## Extensions
Le jeu propose divers DLC et extensions qui enrichissent le gameplay du jeu. Toutes ces extensions furent rassemblées dans l'édition Insane puis dans édition Deluxe du jeu.

### Monkey Business
Sorti le 29 novembre sous toutes les plateformes, ce DLC propose quatre missions supplémentaires, et introduit pour la première fois le personnage déjanté de Hurk, un accro des explosifs et des singes, que Jason doit aider a récupérer des diamants dissimulés et gardés dans des temples et aussi deux nouvelles cinématiques de fin de match pour les modes multijoueurs mettant en scène Hurk et ses singes. Il est à noter que le personnage de Hurk réapparaît par la suite dans tous les autres opus de la franchise, en DLC ou en jeu normal.

### High Tides
Ce DLC est exclusif sur la PS3, et comprend deux nouveaux chapitres du mode coopération (Jailbreak et Redemption), plus rudes, et deux nouvelles cartes.

### The Lost Expedition
Cette extension propose une nouvelle arme pour le multijoueur, le pistolet de détresse Type 10 et deux nouvelles missions : L'Expérience Oubliée qui conduit le joueur dans un laboratoire où il aura l'occasion de se servir de vieux matériel de la Seconde Guerre mondiale et Combustion dans les Profondeurs qui conduit cette fois à un silo militaire abandonné, où le joueur sera encerclé par des pirates tout en ayant les pieds qui trempent dans une mare d'huile, l'obligeant à rester discret.

### Prédateur
Cette extension rajoute quatre espèces inédites de carnivores dans le jeu :
Le lion des montagnes, le tigre Blanc, le tigre de Tasmanie et l'urubu à tête rouge.

### Chasseur
Cette extension rajoute une nouvelle arme, le fusil de précision M-700, et ajoute trois nouvelles couleurs d’armes.

### Guerrier
Cette extension propose l'accès à un tatouage exclusif et à une dague en mode solo et à un éditeur de tatouage en mode multijoueur.

## Bande-son
La bande son a été composée par Brian Tyler. On peut aussi entendre Make It Bun Dem de Skrillex ft. Damian Marley, I Fink U Freeky du groupe sud-africain Die Antwoord, la Chevauchée des Walkyries de Richard Wagner et Paper Planes de M.I.A..

## Doublage

### Doublage anglophone
- Gianpaolo Venuta : Jason Brody
- Michael Mando : Vaas Montenegro
- Lane Edwards : Grant Brody
- Alex Harrouch : Riley Brody
- Mylène Dinh-Robic : Liza Snow
- Kristian Hodko : Oliver Carswell
- Natalie Brown : Daisy Lee
- James A. Woods : Keith Ramsay
- Steve Cumyn : Hoyt Volker

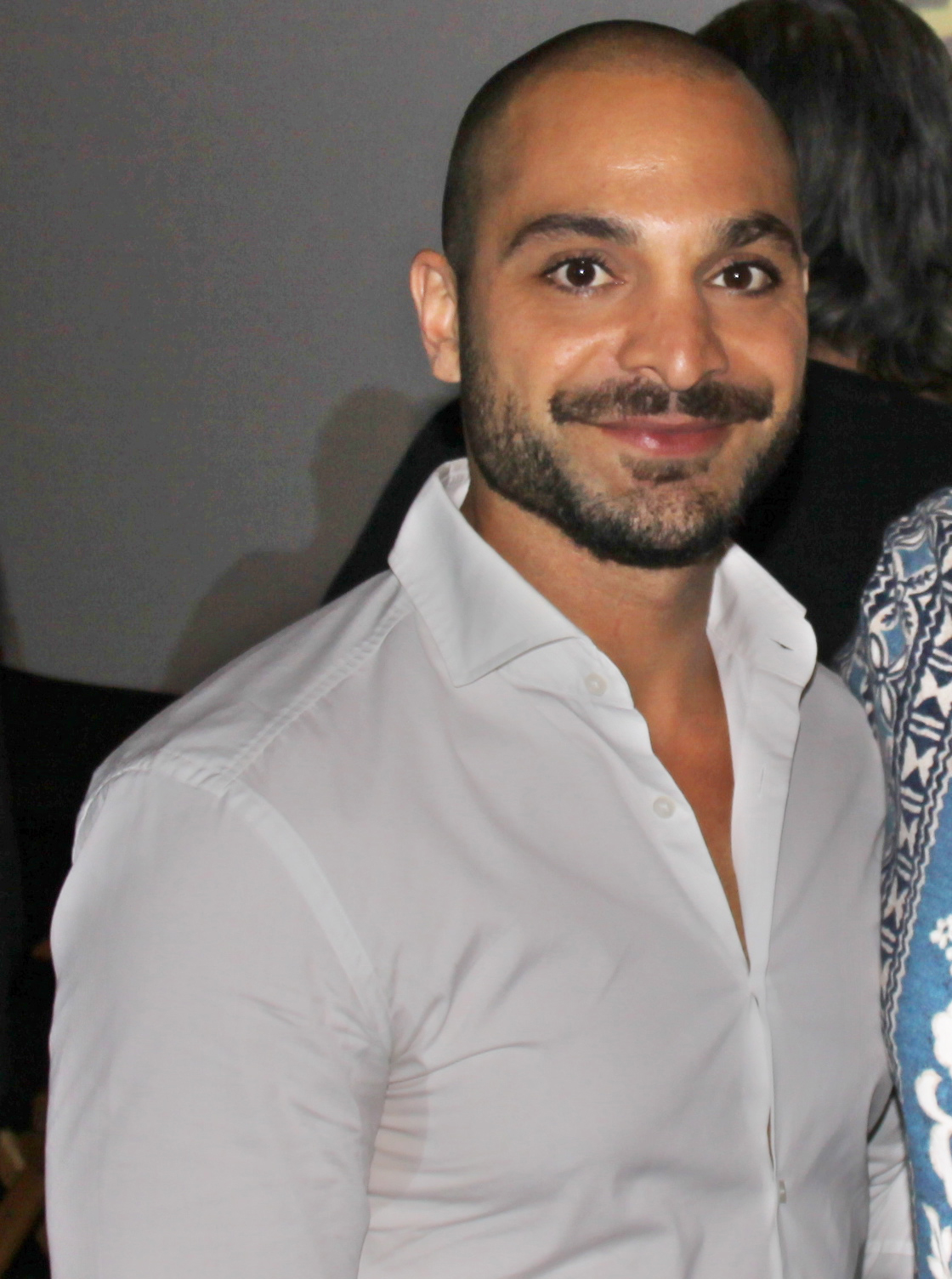
Michael Mando assure à la fois la voix originale et la voix française de Vaas Montenegro.

- Charles Malik Whitfield : Dennis Rodgers
- Martin Kevan : Dr. Alec Earnhardt
- Faye Kingslee : Citra Talugmai
- Alain Goulem : Agent Willis Huntley
- Julian Casey : Bambi 'Buck' Hughes
- Stephen Bogaert : Sam Becker
- Dylan Taylor : Hurk

### Doublage francophone
- Hugolin Chevrette-Landesque :  Jason Brody
- Michael Mando : Vaas Montenegro
- Manuel Tadros : Hoyt Volker

## Accueil

### Critiques
Far Cry 3 a reçu des notes très positives de la critique, et a été un vrai succès commercial pour Ubisoft notamment grâce au personnage délirant et étrange de Vaas (interprété et modélisé à partir de l'acteur Michael Mando), s'élevant maintenant comme une des séries phares de l'entreprise, désormais reconnue.